# Thomas E. Watson (General)

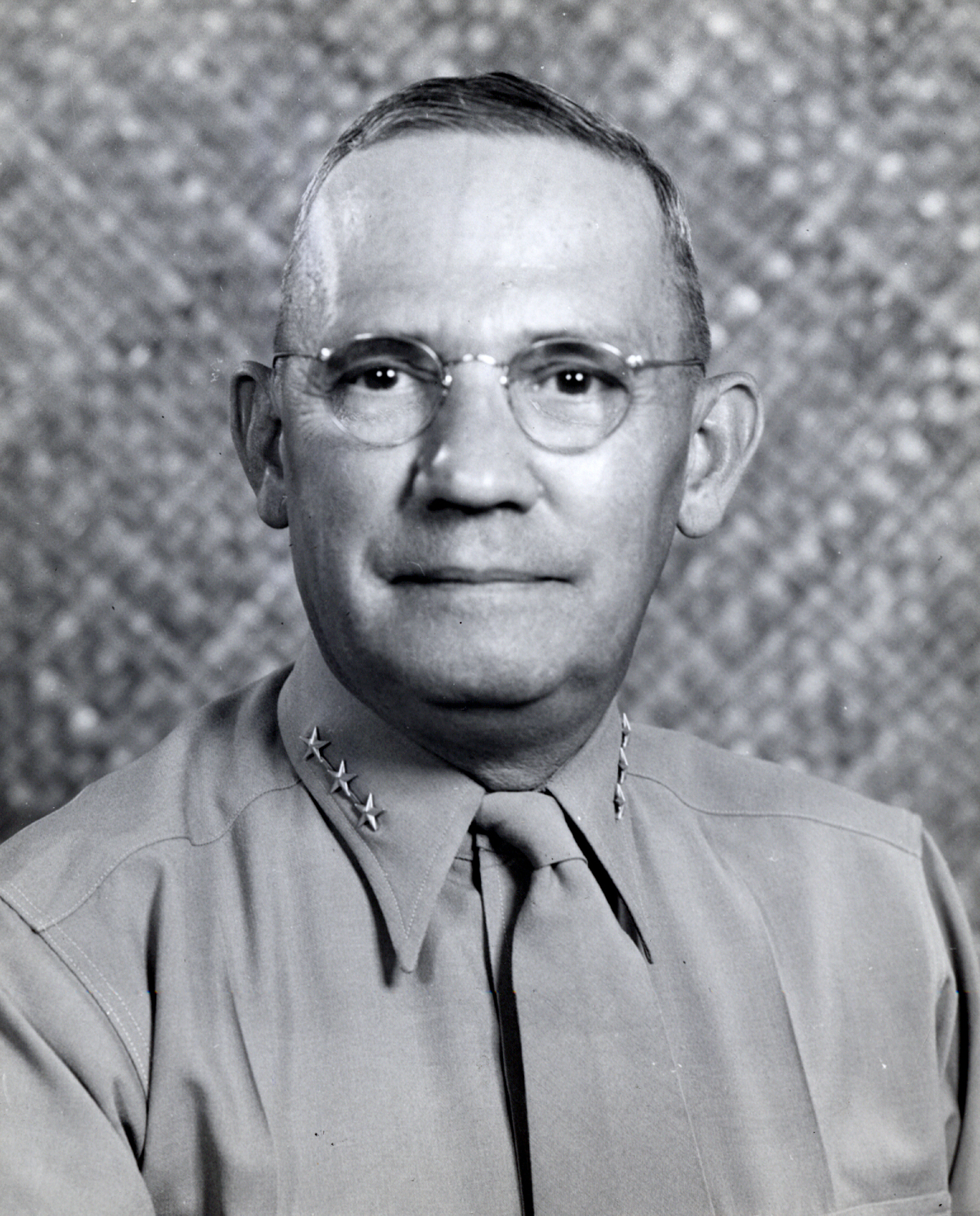
Thomas E. Watson als Generalleutnant

Thomas Eugene Watson (* 18. Januar 1892 in Oskaloosa, Iowa; † 10. Februar 1968 in der Panamakanalzone) war ein US-amerikanischer Generalleutnant des United States Marine Corps. Während des Pazifikkrieges kommandierte er die 2. US-Marineinfanteriedivision  während der Schlacht um Saipan und der Schlacht um Tinian.

## Leben
Er trat am 11. November 1912 in das Marine Corps ein. Er wurde im 20. Oktober 1916 zum Leutnant ernannt.
Vier Monate nach dem Eintritt der Vereinigten Staaten in den Zweiten Weltkrieg wurde Watson im April 1942 Stabschef der 3. Marine-Brigade auf Samoa. Er übernahm im August 1942 das Kommando über die 3. Marine-Brigade.
Im November 1943 wurde er Kommandierender General der ad-hoc-Tactical Group One. Er leitete vom 6. Februar bis 22. März 1944 diese Einheit bei der Operation Catchpole, der Eroberung der Inseln Engebi, Parry und Eniwetok im Eniwetok-Atoll der Marshallinseln.
Vom April 1944 war er Kommandant der 2. US-Marineinfanteriedivision. Vom August 1945 bis Juni 1946 war er im Hauptquartier des Marine Corps Director of Personnel. Von 1946 bis 1948 war er erneut Kommandant der 2. US-Marineinfanteriedivision und gleichzeitig Kommandeur des Marine Corps Base Camp Lejeune. Vom 1. Januar 1948 bis zum 1. Juli 1950 war er Kommandierender General der Fleet Marine Force im Pazifik. Nach 38-jähriger Militärdienst trat er 1950 in den Ruhestand.

## Auszeichnungen
Er wurde mit zahlreichen Orden ausgezeichnet. Er bekam zweimal die Navy Distinguished Service Medal. Einmal für seine Leistung als Kommandeur bei der Operation Catchpole und einmal für seine Leistungen während der Schlacht um Saipan und der Schlacht um Tinian.